# Арголи, Андреа
Андреа Арголи (итал. Andrea Argoli, 1570, Тальякоццо, Абруцци — 27 сентября 1657, Падуя) — итальянский учёный, математик, астроном, астролог

, медик, педагог.

## Биография
Изучал медицину, математику и астрономию в Неаполитанском университете.
В 1621 году переехал в Рим, где его покровителем стал кардинал Лелио Биша. В 1622 году получил звание профессора математики в Римском университете Сапиенца.
Живо интересовался астрологией, в связи с чем был вынужден покинуть страну из-за враждебного отношения к нему за его таланты, или увлечением астрологией. Переехал в Венецию. В 1632 году получил кафедру математики в Падуанском университете.
Благодаря своей эрудиции, был известен среди современников и назван «Евклидом Марсы».
Сенат Венето был настолько доволен его учением, что наградил его «гербом Сан-Марко».
Вплоть до 1700 года публиковал астрономические Эфемериды. Высказывал мнение о том, что логарифмы значительно облегчают простые операции, но усложняют сложные.
Автор многих научных работ.

## Избранные труды
- Tabulæ Primi Mobilis , Рим, 1610.
- Secundorum Mobilium Tabulæ , Падуя, 1634.
- Pandosium Sphæricum , Падуя, 1644.
- Pandosion sphaericum (на латыни). Падуя. 1653.
- Exactissimae caelestium motuum ephemerides ad longitudinem almae urbis et Tychonis Brahe (на латыни). Падуя. 1648.
- De Diebus Criticis , Падуя, 1652 .
- Ptolemaeus parvus (на латыни). Лион. 1652.
- Brevis dissertatio de cometa (на латыни). Падуя. 1653.